# 第一次美元危机
第一次美元危机指1960年10月伦敦黄金市场价格猛涨到41.5美元/盎司，超过官价20%，美元大幅贬值，美元作为布雷顿森林体系所规定的储备货币第一次显示出信任危机。

## 危机背景
在马歇尔计划中美国实行“廉价货币”政策，大量美元涌入欧洲，同时美国的国际收支状况恶化，造成美元贬值的压力，动摇了人们美元与黄金固定兑换比价的信心。

## 应对措施
欧美各国央行和国际货币基金组织的应对措施：
1. 建立“黄金总库”
2. 签署货币互换协议
3. 签署一般贷款协定